# Копан
Копан (Copán) е разрушен предколумбов град на маите, който се намира на територията на департамент Копан в най-западната част на Хондурас, близо до границата с Гватемала. На това място в епохата от 5 до 9 век процъфтява град-държава, достигнал висока степен на цивилизация.
Наричан още и „царския град сред джунглата“ Копан е открит от американския изследовател Джон Лойд Стивънс и английския художник Фредерик Кейтъруд. Около 6 века след обезлюдването на древния майски град, испанските колонизатори споменават в записките си Копан. Близо 5 века по време на класическата епоха градът е бил управляван от 16 царе последователно.
Никой сега не знае защо мястото е било изоставено така внезапно. Днес потомците на предишните обитатели на „царския град“ живеят до града, в покрайнините.

## Култура
От останките на древния град са намерени много йероглифи и паметници, почитани от местните народи по онова време. Сградите в града са построени от андезит (зеленикава вулканична скала). Останали са следи от боя по сградите, макар че сега тя е почти незабележима. На постройките се личат белезите на изящество от неповторимата резба, някои от които – недовършени. Маите изобразявали различни фигури на хора и на други създания само върху камък. Внушителната им скулптура изобразявала както митични чудовища, така и боговете в които вярвали. Някои от скулптурите в Копан съществуват още от средата на 5 век; те са сред най-старите.
Този град е на близо 2000 г. от създаването. Множеството сгради наподобяват и пирамиди.